# Asplundia latifrons
Asplundia latifrons là một loài thực vật có hoa trong họ Cyclanthaceae. Loài này được (Drude) Harling miêu tả khoa học đầu tiên năm 1954.